# Agustina Martín
Agustina Martín (Palencia, España, 24 de septiembre de 1930-Caracas, Venezuela, 29 de enero de 1996) fue una actriz hispanovenezolana pionera de la televisión en Venezuela. Conocida por sus interpretaciones como Doménica en La doña, Sacrificio (1967) y Cinco destinos (1961). Murió el 29 de enero de 1996 en Caracas, Venezuela tras abalanzarse desde el edificio donde vivía.

## Filmografía

### Telenovelas
- 1954. Camay (RCTV)
- 1961. La otra (RCTV) ... Mireya
- 1961. Cinco destinos (RCTV) ... Gabriela
- 1965. El derecho de Nacer ... María Elena del Junco
- 1967. Sacrificio (RCTV)
- 1968. Mariana Montiel (RCTV)
- 1969. Corazón de madre (RCTV) ... Rebeca
- 1970. Cristina (RCTV) ... Estrella
- 1971. La usurpadora. (RCTV) ... Patricia
- 1972. La doña (RCTV) ... Doménica Montero II
- 1972. La indomable (RCTV) ... Raiza
- 1973. La italianita (RCTV) ... María Julia
- 1973. Raquel (RCTV) ... Leonor Saldívar
- 1974. Orgullo (RCTV)
- 1975. Valentina (RCTV) ... Tía Hilda
- 1975. La Trepadora (RCTV)
- 1976. Sabrina (RCTV)
- 1977. Zoraida (RCTV)
- 1977. Silvia Rivas, divorciada (RCTV)
- 1977. Tormento (RCTV)
- 1977. Resurrección (RCTV)
- 1977. TV Confidencial (RCTV)
- 1978. Piel de zapa (RCTV)
- 1978. La fiera (RCTV) ... Sara
- 1979. Sangre azul (RCTV) ... Adelaida de Granados
- 1979. Estefanía (RCTV) ... Petra Seijas
- 1980. Claudia (RCTV) ... Josefa
- 1981. Elizabeth (RCTV)
- 1981. Luisana mía (RCTV) ... Esther de Nárvaez
- 1981. La hija de nadie (RCTV) ... Lady Agatha
- 1982. Cándida (RCTV)
- 1983. Chao Cristina (RCTV)
- 1983. Resaca (VTV)
- 1984. La dueña (VTV) ... Mercedes Antonini
- 1986. Esa muchacha de ojos café (Venevisión) ... Amelia San José
- 1987. Inmensamente tuya (Venevisión) ... Doña Begoña
- 1988 Amor de Abril (Venevisión)... Irene de  Santella
- 1989. Maribel (Venevisión)  ... Virginia del Valle
- 1989. La Revancha (Venevisión) ... Carmen de Alvarado
- 1990. Inés Duarte, secretaria (Venevisión) ... Victoria Martán
- 1992. Macarena (Venevisión)
- 1994. Peligrosa (Venevisión) ... Doña Eufemia

### Series y miniseries
- 1953. Surcando los mares (RCTV)
- 1973. Chinita...mi amor (RCTV) ... Chela
- 1976. Sobre la misma tierra (RCTV)
- 1982. Es por amor (RCTV)
- 1983. Pobrecito el payaso (RCTV)

### Telefilmes y unitarios
- 1979. El aprendiz de loco (RCTV) ... Ornella Lombardi
- 1990. El Siervo de Dios (Venevisión)